# Alexander Downer
Alexander John Gosse Downer CA (nascido a 9 de setembro de 1951) é um ex-político australiano do Partido Liberal que foi Ministro dos Negócios Estrangeiros da Austrália (1996-2007), o mais longo na história australiana. Foi também o Líder da Oposição durante oito meses entre 1994 e 1995. Até ao início de fevereiro de 2014, Downer foi o Assessor Especial do Secretário-Geral das Nações Unidas no Chipre. Em Junho de 2014, Downer foi nomeado Alto Comissário da Austrália para o Reino Unido.

## Primeiros anos e formação
A família Downer tem uma longa história na política da Austrália do Sul. Seu pai, Sir Alexander "Alec" Downer, foi membro do Senado australiano e, mais tarde, Ministro da Imigração e Cidadania. Seu avô, Sir John Downer, foi senador no primeiro parlamento federal em 1901. Sua mãe, nascida Mary Gosse, é descendente dos primeiros imigrantes a se estabelecerem no sul da Austrália.
Ele estudou na Crafers Primary School e depois na Geelong Grammar School, na Austrália. Mais tarde, foi para a Inglaterra, onde seu pai era Alto Comissário em Londres, e frequentou o Radley College, em Oxford, de 1964 a 1965. Mais tarde, Downer foi para a Universidade de Newcastle. De 1975 a 1976, ele trabalhou para o Banco de Nova Gales do Sul antes de entrara para o serviço diplomático australiano.
Como diplomata no Departamento de Relações Exteriores de 1976 a 1982, serviu na Missão Australiana na União Europeia, na Representação Australiana na Organização do Tratado do Atlântico Norte (OTAN) e nas embaixadas australianas na Bélgica e em Luxemburgo. Durante o tempo em Bruxelas, ele aprendeu francês.

## Parlamento e Ministério
Ele então trabalhou como conselheiro do primeiro-ministro Malcolm Fraser e do subsequente Líder da Oposição Federal Andrew Peacock. Entre 1983 e 1984, Downer foi presidente da Câmara de Comércio Australiana. No mesmo ano, ele foi eleito para o Parlamento pela Divisão de Mayo e ocupou esse assento até renunciar em 2008.
Em 1993, tornou-se tesoureiro do Partido Liberal. Em maio de 1994, ele assumiu a liderança do partido de John Hewson. Como líder liberal, Downer atraiu inicialmente níveis recordes de apoio público, mesmo quando o primeiro-ministro Paul Keating lançou uma série de ataques à origem privilegiada de Downer. Vários meses depois de se tornar líder, a base de apoio de Downer foi rapidamente corroída, no entanto, por uma série de erros públicos embaraçosos. Em 30 de janeiro de 1995, ele renunciou ao cargo de líder liberal e John Howard foi eleito sem oposição para substituí-lo. Downer prometeu seu apoio a Howard e disse que "feriria nas pernas" qualquer um que prejudicasse a segunda tentativa de Howard de ganhar o cargo de primeiro-ministro.
De 1996 a 3 de dezembro de 2007, Downer foi Ministro das Relações Exteriores da Austrália, tornando-se o ministro com mais tempo de serviço. Como Ministro das Relações Exteriores, esteve profundamente envolvido no esforço para alcançar a independência em Timor-Leste, e também desempenhou um papel de liderança no processo de paz de Bougainville.

## Atividades posteriores na Austrália e no exterior
Após a derrota do governo Howard na eleição federal de 2007, Downer se recusou a retornar à liderança e a servir na bancada da oposição. Posteriormente, ele renunciou ao Parlamento em 14 de julho de 2008  e assumiu um cargo de consultoria na Woodside Energy. Em 3 de julho de 2008, a Universidade de Adelaide anunciou a nomeação de Downer como Professor Visitante de Política e Comércio Internacional na Escola de História e Política, incluindo contribuições para o ensino e pesquisa, e trabalho com o Instituto de Comércio Internacional da Universidade. Também fez parceria em uma empresa de consultoria boutique, a Bespoke Approach.
Também em 2008, Downer discutiu a possibilidade de trabalhar como enviado das Nações Unidas para Chipre com o Secretário-Geral da ONU Ban Ki-moon para ajudar a reavivar o processo de paz. A nomeação recebeu o apoio do governo Rudd, através do Ministro dos Negócios Estrangeiros Stephen Smith, e entrou em vigor em 14 de julho de 2008.
Ele renunciou em fevereiro de 2014 para assumir o cargo de Alto Comissário da Austrália em Londres, onde substituiu o ex-primeiro-ministro trabalhista da Austrália do Sul, Mike Rann. Em 10 de maio de 2016, de acordo com o The New York Times, Downer e Erika Thompson se encontraram com George Papadopoulos em Londres e as informações desta reunião fizeram com que o FBI abrisse uma investigação de contrainteligência sobre as tentativas da Rússia de atrapalhar a eleição presidencial dos Estados Unidos de 2016 e se houve algum envolvimento dos associados de Donald Trump. Downer disse ao The Australian em uma entrevista de 28 de abril de 2018 que "nada que [Papadopoulos] disse em sua reunião indicou que o próprio Trump estava conspirando com os russos para coletar informações sobre Hillary Clinton". Downer permaneceu como Alto Comissário até 2018.
Ele teve uma série de nomeações para conselhos, incluindo o Conselho Consultivo da empresa britânica de inteligência estratégica e consultoria Hakluyt & Company, os banqueiros mercantis Cappello Capital Corp., a Orquestra Sinfônica de Adelaide, a Huawei na Austrália, e o conselho da Lakes Oil. Downer disse que a Huawei não deve ser considerada um risco potencial à segurança nacional.
Em 2015, foi recomendado por autoridades britânicas e australianas como um possível candidato de compromisso para Secretário-Geral da Commonwealth, mas a Baronesa Patricia Scotland foi finalmente eleita para o cargo na Reunião de Chefes de Governo da Commonwealth de 2015. Em 2017, foi anunciado que Downer se juntaria ao think tank britânico Policy Exchange como presidente do conselho de administração.
Em junho de 2018, ele se mudou para o King's College London, sendo presidente executivo da Escola Internacional de Governo do King's College London de 2018 a 2023. Em 2019 e 2020, Downer escreveu colunas regulares para o Australian Financial Review. Em sua coluna de 1º de novembro de 2020 discutindo a próxima eleição nos EUA, ele declarou que se fosse elegível para votar nos EUA, embora "não haja escolha perfeita", ele votaria em Trump.
Em 2021, Downer ingressou na empresa de mineração Ironbark Zinc, listada na ASX, como diretor não executivo. Também é presidente da Royal Overseas League e é um administrador do International Crisis Group.

## Honras
Em janeiro de 2001, foi-lhe atribuída a Medalha do Centenário.
Downer foi nomeado Companheiro da Ordem da Austrália nas Honras do Dia da Austrália de 2013. Também recebeu doutorados honorários da Universidade de Newcastle, da Universidade de Adelaide, da Universidade da Austrália Meridional e da Universidade Bar Ilan.

## Vida pessoal
Downer é casado com Nicky (nascida Nicola Rosemary Robinson), que é uma figura proeminente na comunidade artística e foi nomeada Membro da Ordem da Austrália em 2005 por seu serviço às artes. Eles têm quatro filhos.
Ele é um entusiasta de corridas de carros V8 e possui uma licença de corrida CAMS.
Em meados de 2014, os Downers venderam a Brampton House em Mount George, embora pretendessem retornar à Austrália do Sul em 2017.

## Na cultura popular
Alexander Downer foi retratado por Richard Binsley na minissérie de 2020 The Comey Rule e Francis Greenslade no filme Schapelle de 2014.

Ele foi destaque no musical Keating!, interpretado por Cam Rogers (2006 Sydney run) e Casey Bennetto (2005 Melbourne run).